# Liliane Amuat

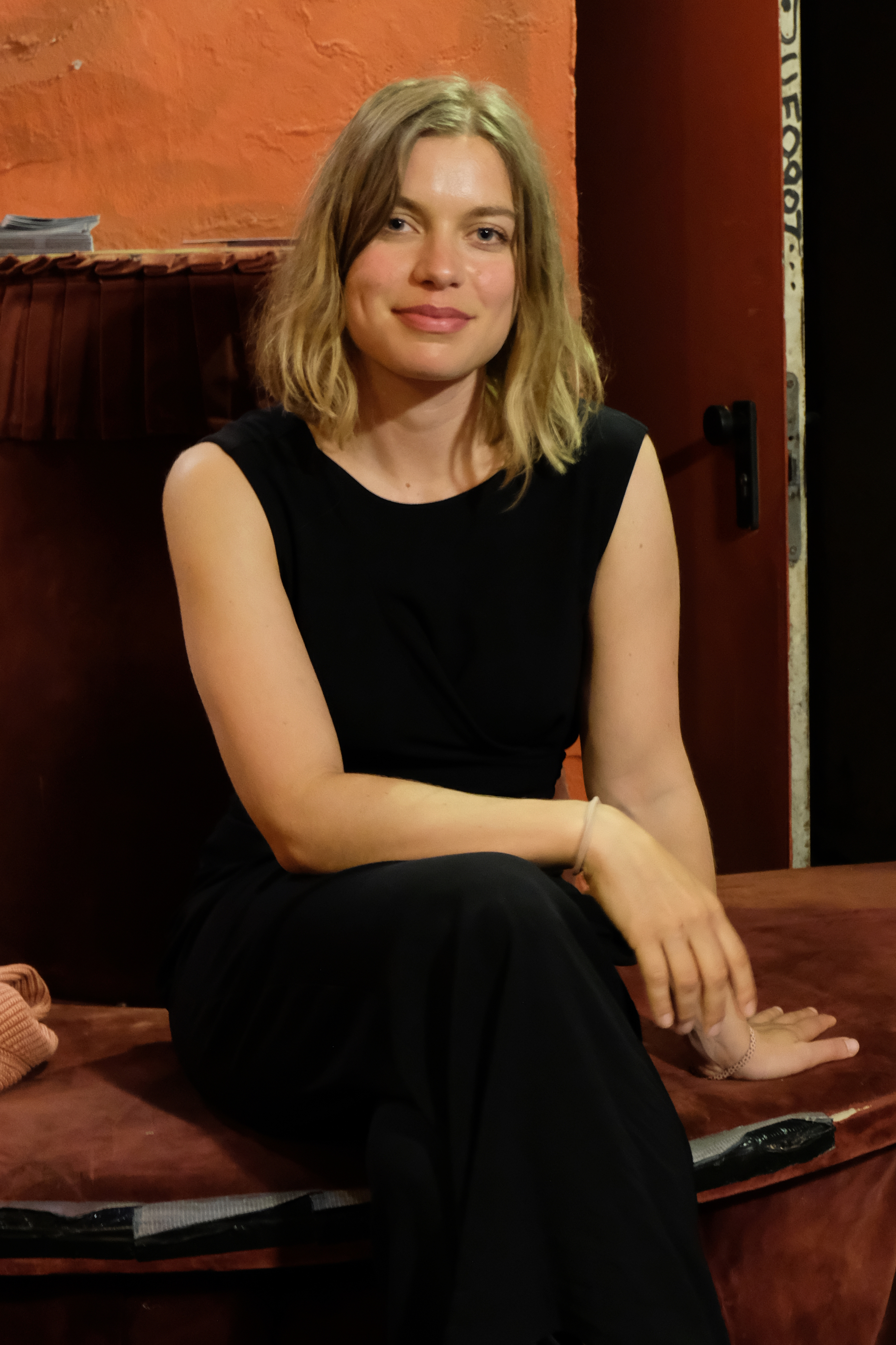
Liliane Amuat vor dem Münchner Werkstattkino (2021)

Esmée Liliane Amuat (geboren am 7. März 1989 in Zürich) ist eine Schweizer Film- und Theaterschauspielerin.

## Leben
Geboren 1989 in Zürich, studierte Liliane Amuat von 2008 bis 2012 am Max Reinhardt Seminar in Wien Schauspiel.  Schon während ihres Studiums trat sie am Schauspielhaus Zürich und bei den Wiener Festwochen auf.
Von 2011 bis 2015 gehörte sie dem Ensemble des Wiener Burgtheaters an. 2014 wurde sie mit dem Preis «Junge Talente» ausgezeichnet. Von 2015 bis 2019 war sie Ensemblemitglied am Theater Basel. 2019 wechselte sie ans Residenztheater in München.
Für ihre Hauptrolle im Kinofilm Skizzen von Lou wurde sie für den Schweizer Filmpreis 2017 als «Beste Darstellerin» und als «Beste Nachwuchsschauspielerin» beim Max Ophüls Filmfestival nominiert, außerdem erhielt sie 2017 den Schweizer Fernsehfilmpreis für Lotto von Micha Lewinsky. Liliane Amuat arbeitete u. a. mit Regisseuren wie Luc Bondy, Katie Mitchell, Bastian Kraft, David Bösch und Simon Stone, mit dessen Inszenierungen sie 2016 und 2017 zum Berliner Theatertreffen eingeladen wurde. 2020 wurde sie mit dem Kurt-Meisel-Förderpreis ausgezeichnet.
Neben Henriette Confurius spielte sie eine der beiden Hauptrollen in Das Mädchen und die Spinne (Regie Ramon Zürcher, Silvan Zürcher), der bei der Berlinale 2021 mit dem Preis für die Beste Regie (Sektion Encounters) sowie dem FIPRESCI-Preis ausgezeichnet wurde und u. a. beim Filmfestival New York und in Toronto lief.

## Theater (Auswahl)

### Burgtheater Wien
- 2011 Helena (Chor gefallener griechischer Frauen). Von Euripides in der Übersetzung von Peter Handke. Inszenierung: Luc Bondy
- 2012 Frühlings Erwachen (als Wendla). Von Frank Wedekind, Inszenierung: Stephanie Mohr

### Akademietheater Wien
- 2013 Gespenster (als Regine Engstrand). Von Henrik Ibsen, Inszenierung: David Bösch

### Kasino am Schwarzenbergplatz
- 2014 Wunschloses Unglück (als Tochter). Von Peter Handke. Inszenierung: Katie Mitchell

### Wiener Festwochen
- 2015 John Gabriel Borkman (als Frieda). Von Henrik Ibsen. Inszenierung: Simon Stone

### Theater Basel
- 2015: Schlafgänger (Ensemble). Nach dem Roman von Dorothee Elmiger. Inszenierung: Julia Hölscher
- 2015: Das Sparschwein (als Blanche). Von Eugène Labiche. Inszenierung: Martin Laberenz
- 2016 Der Menschen Feind (als Celimène). Von Molière, Inszenierung: Claudia Bauer
- 2016: Urfaust (als Liesgen / Lustiger Gesell in Auerbachs Keller). Von Johann Wolfgang von Goethe. Inszenierung: Nora Schlocker
- 2017 Drei Schwestern (als Irina). Von Anton Tschechow, Inszenierung: Simon Stone
- 2017: Klub Roter Oktober – Revolution in St. Tropez. Stück für die linke Hand (als Mime – Revolving Doors 1). Von Kevin Rittberger. Inszenierung: Kevin Rittberger
- 2017: Klub Roter Oktober – Teffi und Zwetajewa. Lesung nach Nadeschda Alexandrowna Lochwizkaja (alias Nadeschda Alexandrowna Teffi) und Marina Iwanowna Zwetajewa
- 2017: Klub Roter Oktober – Was tun? Ein Lesezirkel nach Lenin. Inszenierung: Timon Jansen
- 2017: Klub Roter Oktober – Die Romantiker. Lesung nach Nâzım Hikmet. Inszenierung: Mizgin Bilmen
- 2017: Idomeneus (Ensemble). Von Roland Schimmelpfennig. Inszenierung: Miloš Lolić
- 2018: Die schwarze Spinne (als Schöne, etwas blasse Frau / Frau). Nach der Novelle von Jeremias Gotthelf. Inszenierung: Tilmann Köhler
- 2018: Othello X (als Desdemona). Von Nuran David Calis nach William Shakespeare. Inszenierung: Nuran David Calis
- 2019: Yerma (als Maria). Von Federico García Lorca. Inszenierung: Mateja Koležnik

### Residenztheater München
- 2019: Lulu (als Lulu). Von Frank Wedekind. Inszenierung: Bastian Kraft[9]
- 2019: Drei Schwestern (als Irina). Nach Anton Pawlowitsch Tschechow. Inszenierung; Simon Stone (Übernahme der Uraufführungsinszenierung vom Theater Basel)[10][11][12][13]
- 2020: Dantons Tod (als Lucile, Gattin des Camille Desmoulins). Nach Georg Büchner. Inszenierung: Sebastian Baumgarten[14][15][16]
- 2021: Unsere Zeit (als Julia). Von Simon Stone nach Motiven von Ödön von Horváth (Uraufführung/Auftragswerk). Inszenierung: Simon Stone[17][18][19][20][21][22]
- 2021 Die Träume der Abwesenden (als Lea, Tochter von Simon und Ada). Von Judith Herzberg, Inszenierung: Stephan Kimmig[23][24][25][26]
- 2022: Das Käthchen von Heilbronn (als Gottschalk, sein Knecht / Ulrike von Kleist). Nach Heinrich von Kleist. Inszenierung: Elsa-Sophie Jach[27]
- 2022: Spiel des Lebens – Die Kareno-Trilogie: «An des Reiches Pforten» – «Spiel des Lebens» – «Abendröte» (als Teresita). Nach Knut Hamsun. Inszenierung: Stephan Kimmig[28][29][30][31][32]
- 2022 Der Drang (als Mitzi). Von Franz Xaver Kroetz, Inszenierung: Lydia Steier
- 2023: Erfolg (als Johanna Krain/Amalia Sandhuber). Nach dem Roman von Lion Feuchtwanger – bearbeitet von Barbara Sommer und Stefan Bachmann. Inszenierung: Stefan Bachmann[33][34][35][36]
- 2023: BuddenbrooksBuddenbrooks (als Antonie Buddenbrook). Nach dem Roman von Thomas Mann. Inszenierung: Bastian Kraft[37]
- 2023: Agamemnon (als Kassandra/Chor). Von Aischylos. Inszenierung: Ulrich Rasche. Kooperation von Residenztheater München und Athen- und Epidaurus-Festival (AEF)[38]
- 2024: Eine Zierde für den Verein – Vom Rauchen, Sporteln, Lieben und Verkaufen (als Frieda). Nach dem Roman von Marieluise Fleißer (für die Bühne bearbeitet von Elsa-Sophie Jach und Constanze Kargl). Inszenierung: Elsa-Sophie Jach[39]
- 2024 Julia und Romeo – Shakespeare für Kinder (als Julia). Inszenierung Demjan Duran
- 2025: Das Gelobte Land (als Kat). Von Asiimwe Deborah Kawe, Inszenierung: Jakab Tarnóczi[40][41][42][43]
- 2025: Pippi Langstrumpf (als Pippi). Von Astrid Lindgren für die Bühne bearbeitet von Christian Schönfelder. Inszenierung: Daniela Kranz[44]

## Filmografie (Auswahl)
- 2012: SOKO Donau – Erbschuld (Fernsehserie) Regie: Holger Gimpel
- 2013: Achtung, fertig, WK! Regie: Oliver Rihs
- 2014: Miss Sixty. Regie: Sigrid Hörner
- 2015: Skizzen von Lou. Regie: Lisa Blatter
- 2015: Gruber geht. Regie: Marie Kreutzer
- 2016: Der Frosch. Regie: Jann Preuss
- 2017: Lotto. Regie und Drehbuch: Micha Lewinsky
- 2017: Drei Schwestern (als Irina). Nach Anton Pawlowitsch Tschechow. Inszenierung: Simon Stone (3sat-Fernsehaufzeichnung der Uraufführungsinszenierung vom Theater Basel)[45]
- 2018: Dene wos guet geit. Regie: Cyril Schäublin
- 2020: Der Alte – Toxische Verbindung (Fernsehreihe) Regie: Marcus Ulbricht
- 2021: Das Mädchen und die Spinne. Regie: Ramon Zürcher, Silvan Zürcher
- 2021: Missed call. Regie: Inez Körnich
- 2022: Mære
- 2023: Südsee
- 2023: Die Mittagsfrau
- 2025: Spuren (Miniserie)

## Auszeichnungen
- 2011: Junge Talente für Loft[46]
- 2017: Einladung zum Berliner Theatertreffen mit Ensemble für Drei Schwestern (Theater Basel)
- 2017: Einladung zum Schweizer Theatertreffen mit Ensemble für Drei Schwestern (Theater Basel)
- 2017: Stück des Jahres (Theater heute) mit Ensemble für Drei Schwestern (Theater Basel)
- 2017: Nominierung für Nestroy-Theaterpreis für Drei Schwestern (Theater Basel) als beste Aufführung im deutschsprachigen Raum
- 2017: Schweizer Fernsehfilmpreis als beste Nebendarstellerin in Lotto[47]
- 2017: Nominierung als beste Nachwuchsschauspielerin beim Filmfestival Max Ophüls Preis[48]
- 2017: Nominierung als beste Darstellerin Schweizer Filmpreis für Skizzen von Lou[49]
- 2020: AZ Stern für Lulu
- 2020: Kurt-Meisel-Preis, Förderpreis
- 2021: Bayerischer Kunstförderpreis, Sparte „Darstellende Kunst“